# Ali Alavi

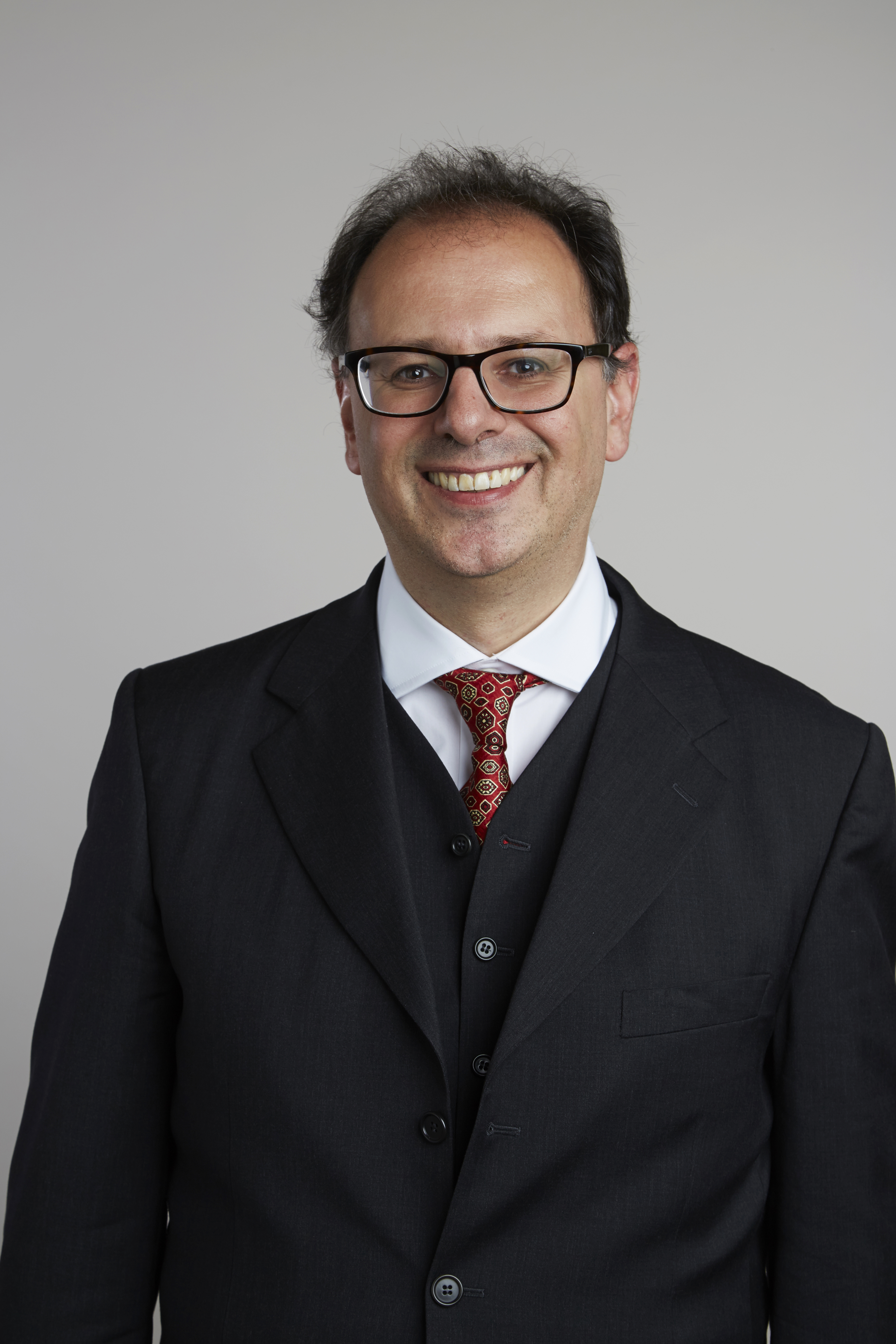
Ali Alavi (2015)

Ali Alavi FRS (* 10. Mai 1966 in Teheran) ist ein britischer theoretischer Quantenchemiker, Professor an der University of Cambridge und Direktor am Max-Planck-Institut für Festkörperforschung in Stuttgart.

## Leben
Alavi wanderte 1979 mit seiner Familie von Iran nach Großbritannien aus. Er erhielt seinen PhD. 1991 an der University of Cambridge. Von 1991 bis 1993 war er NATO Postdoctoral Fellow am Institute for Atomic and Molecular Physics (AMOLF) in Amsterdam, bevor er von 1993 bis 1995 Junior Research Fellow des Trinity College in Cambridge wurde. Bis 1998 war er Lecturer an der School of Physics and Mathematics an der Queen’s University of Belfast, wo er dann bis 2000 als Reader arbeitete. Von 2000 bis heute ist er Fellow and Director of Studies in Natural Science des Trinity College in Cambridge. Von 2000 bis 2005 war er außerdem University Lecturer der University of Cambridge und dort von 2005 bis 2011 University Reader. Seit 2011 ist er Full Professor of Theoretical Chemistry an der University of Cambridge.
Seit November 2013 ist er Wissenschaftliches Mitglied der Max-Planck-Gesellschaft und Direktor am Max-Planck-Institut für Festkörperforschung in Stuttgart. Wenig später wurde er außerdem Honorarprofessor der Universität Stuttgart.

## Forschung
Alavi entwickelte eine numerische Methode, die durch Kombination zweier Ansätze (Full Configuration Interaction, FCI, und Quantum Monte Carlo, QMC) besonders hohe Effizienz bei der Berechnung der Elektronenstruktur von Molekülen erzielt. Später wandte er die FCI-QMC-Methode auch auf Festkörper an. Alavi leistete überdies Beiträge zur theoretischen Oberflächenchemie und zur Erforschung katalytischer Reaktionen.

## Preise und Auszeichnungen
1987 wurde Alavi Senior Scholar und 1990 Junior Research Fellow des Trinity College an der University of Cambridge. 2011 wurde er Leadership Fellow des Engineering and Physical Sciences Research Council. Am 30. April 2015 wurde er für seine Arbeit zur FCI-QMC Methode zum Fellow der Royal Society gewählt.